# Wavelet
Onduleta (português europeu) ou ondaleta (português brasileiro) (em inglês: wavelet) é uma função capaz de decompor e descrever ou representar outra função (ou uma série de dados) originalmente descrita no domínio do tempo (ou outra ou outras várias variáveis independentes, como o espaço), de forma a podermos analisar esta outra função em diferentes escalas de frequência e de tempo. A decomposição de uma função com o uso de wavelets é conhecida como "transformada wavelet" e tem suas variantes contínua e discreta. Graças à capacidade de decompor as funções tanto no domínio da frequência quanto no domínio do tempo, as funções wavelet são ferramentas poderosas de processamento de sinais, muito aplicadas na compressão de dados, eliminação de ruído, separação de componentes no sinal, identificação de singularidades, detecção de auto-semelhança, e muito mais.
A exemplo de outras transformadas, sua definição pode ser expandida de forma a abarcar um maior número de dimensões; por exemplo, para tratamento de imagens, pode-se usar a transformada de wavelet bidimensional.

## De Fourier atéwavelets
Na análise de Fourier podemos extrair apenas informações sobre o domínio da frequência, mas não podemos saber "quando" no tempo acontecem essas frequências que estudamos; enquanto isso, na análise com wavelets podemos extrair também informações da função no domínio do tempo. A resolução ou detalhamento da análise no domínio da frequência diminui enquanto a resolução no tempo aumenta, sendo impossível aumentar o detalhamento em um dos domínios sem diminuí-lo no outro (em uma analogia ao Princípio da incerteza de Heisenberg, chama-se esta relação entre os domínios da frequência e do tempo de relação de incerteza ou simplesmente de princípio da incerteza). Usando a análise de wavelets, é possível escolher a melhor combinação dos detalhamentos para um objetivo estabelecido.

## Características
Para ser considerada uma wavelet, uma função tem de atender as seguintes características:
1. A área total sob a curva da função é 0, ou seja {\displaystyle \int _{-\infty }^{\infty }\psi (t)dt=0\qquad (1a)}
2. A energia da função é finita, ou seja {\displaystyle \int _{-\infty }^{\infty }|\psi (t)|^{2}dt\;\;\;<L\qquad L\in \mathbb {N} \qquad (1b)}

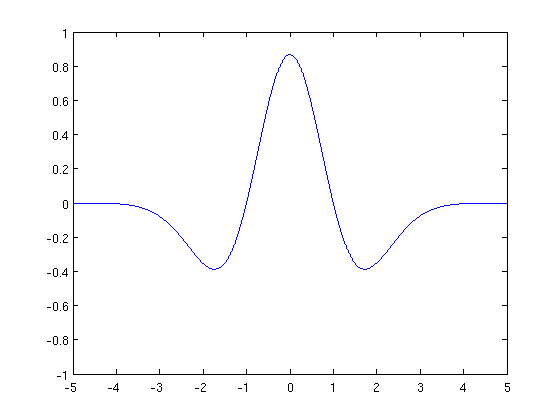
Uma wavelet tipo chapéu mexicano.

Estas condições são equivalentes a dizer que {\displaystyle \psi (t)} é quadrado integrável ou que pertence ao conjunto {\displaystyle {\mathcal {L}}^{2}(\mathbb {R} )} das funções quadrado integráveis. As propriedades acima sugerem que {\displaystyle \psi (t)} tende a oscilar acima e abaixo do eixo {\displaystyle t}, e que tem sua energia localizada em uma certa região, já que ela é finita (condição de regularidade).
Essa característica de energia concentrada em uma região finita é que diferencia a análise usando wavelets da análise de Fourier, já que esta última usa as funções de seno e cosseno que são periódicas e infinitas. Uma outra forma de expressar a característica de regularidade é dizer que a transformação de wavelet é um operador local no domínio do tempo.
Para ser utilizada na análise de sinais uma função wavelet precisa também de outra característica que chamamos de condição de admissibilidade, e que permite a existência da "transformada inversa de wavelet". Esta característica será discutida mais abaixo.

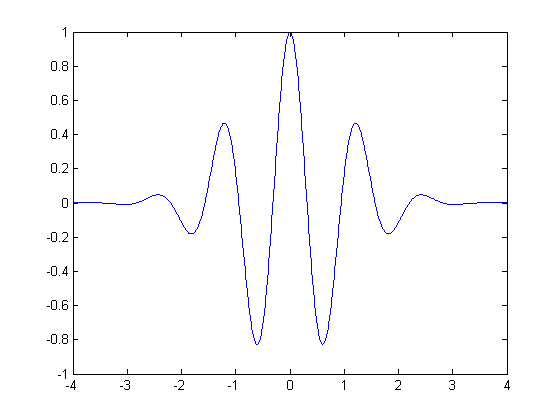
Uma wavelet de Morlet.

Alguns exemplos de funções que atendem estas características são a função wavelet de Morlet (ver figura ao lado):
{\displaystyle \psi (t)=e^{-t^{2}}cos\left(\pi t{\sqrt {\frac {2}{\ln {2}}}}\right)\approx e^{-t^{2}}\cos {(2.885\pi t)}\qquad (2a)}
e a curva conhecida como chapéu mexicano (em inglês: mexican hat), definida por:
{\displaystyle \psi (t)=(1-2t^{2})e^{-t^{2}}\qquad (2b)}
que é a segunda derivada da função Gaussiana {\displaystyle -0.5e^{-t^{2}}}

## Transformada dewaveletcontínua
A transformada de wavelet decompõe uma função definida no domínio do tempo em outra função, definida no domínio do tempo e no domínio da frequência. Ela é definida como:
{\displaystyle W(a,b)=\int _{-\infty }^{\infty }f(t){\frac {1}{\sqrt {|a|}}}\psi ^{*}\left({\frac {t-b}{a}}\right)dt.\qquad (3a)}
que é uma função de dois parâmetros reais, a e b. o símbolo * indica o conjugado complexo. Se definirmos {\displaystyle \psi _{a,b}(t)} como:
{\displaystyle \psi _{a,b}(t)={\frac {1}{\sqrt {|a|}}}\psi ^{*}\left({\frac {t-b}{a}}\right),\qquad (3b)}
Podemos reescrever a transformada como o produto interno das funções {\displaystyle f(t)} e {\displaystyle \psi _{a,b}(t)}:
{\displaystyle W(a,b)=\left\langle f(t),\psi _{a,b}(t)\right\rangle =\int _{-\infty }^{\infty }f(t)\psi _{a,b}^{*}(t)dt.\qquad (3c)}
A função {\displaystyle \psi (t)} que equivale a {\displaystyle \psi _{1,0}(t)} é chamada de "wavelet mãe" (em inglês: mother wavelet) enquanto as outras funções {\displaystyle \psi _{a,b}(t)} são chamadas de "wavelets filhas". Estas têm a mesma forma geral que a wavelet mãe.
O parâmetro b indica que a função {\displaystyle \psi (t)} foi transladada no eixo t de uma distância equivalente a b, sendo então um parâmetro de translação. Já o parâmetro a causa uma mudança de escala, aumentando (se {\displaystyle a>1}) ou diminuindo (se {\displaystyle a<1}) a wavelet formada pela função. Por isto o parâmetro a é conhecido como parâmetro de escala (em inglês: scaling parameter). As wavelets filhas constituem, por conseguinte, uma família de curvas com forma idêntica à da wavelet mãe, deslocadas no tempo e escaladas em amplitude. No domínio do tempo, a transformada de wavelet é uma medida da correlação entre o sinal f(t) e as wavelets filhas.
O termo {\displaystyle {\frac {1}{\sqrt {|a|}}}} é um fator de normalização que garante que a energia de {\displaystyle \psi _{a,b}(t)} seja independente de a e de b, tal que:
{\displaystyle \int _{-\infty }^{\infty }|\psi _{a,b}(t)|^{2}dt=\int _{-\infty }^{\infty }|\psi (t)|^{2}dt\qquad (3d)}

Há um vasto número de diferentes wavelets, cada adequada para diferentes aplicações.

### Waveletsdiscretas
Coiflets
- Cohen-Daubechies-Feauveau wavelet
- Daubechies wavelet
- Haar wavelet
- Mathieu wavelet
- Legendre wavelet
- Villasenor wavelet
- Symlets

### Waveletscontínuas
Reais
- Beta wavelet
- Hermitian wavelet
- Hermitian hat wavelet
- Mexican hat wavelet
- Meyer wavelet
- Shannon wavelet
- Gaussian wavelet
- Cos-gaussian wavelet
- Gabor wavelet

Complexas
- Complex Mexican hat wavelet
- Morlet wavelet
- Shannon wavelet

## Transformada inversa dewavelet
Como usamos wavelets para transformar uma função, precisamos também da transformada inversa, de forma a recompor o sinal no domínio do tempo a partir da sua decomposição. Se chamarmos de {\displaystyle \Psi (\omega )} a transformada de Fourier da função {\displaystyle \psi (t)}:
{\displaystyle \Psi (\omega )=\int _{-\infty }^{\infty }\psi (t)e^{-i\omega t}dt={\sqrt {a}}\cdot \Psi (a\omega )\cdot e^{-i\omega t}\qquad \omega ={\frac {2\pi }{a}}\qquad (4a)}
e se {\displaystyle W(a,b)} for a transformada de wavelet da função {\displaystyle f(t)} usando a wavelet {\displaystyle \psi (t)}, então temos que a transformada inversa é dada por:
{\displaystyle f(t)={\frac {1}{C}}\iint \limits _{-\infty -\infty }^{\ \ \ \infty \ \infty }{\frac {1}{|a|^{2}}}W(a,b)\psi _{a,b}(t)da\ db,\qquad (4b)}
onde {\displaystyle C=\int _{-\infty }^{\infty }{\frac {|\Psi (\omega )|^{2}}{|\omega |}}dw.\qquad (4c)}
Este parâmetro {\displaystyle C} necessita ser finito e positivo, o que nos leva a uma nova restrição. Esta restrição sobre o valor de {\displaystyle C} é a condição de admissibilidade citada anteriormente.

## Transformada dewaveletdiscreta
É derivada da transformada contínua fazendo-se a e b variáveis discretas, em lugar de contínuas, através de uma amostragem. O usual é tomar
{\displaystyle a\;=\;N^{j}\qquad b\;=\;kMa\qquad j,k\in \mathbb {N} }
A wavelet mãe resultante é uma grade (matriz) de valores h[j,k] relacionada à wavelet contínua ψ(t) pela expressão
{\displaystyle h[j,k]\;=\;N^{\frac {-j}{2}}\cdot \psi \left({\frac {t}{N^{j}}}-kM\right)}
Quanto mais próximo de 1 o valor de N, mais a versão discreta se aproxima da versão contínua. N normalmente é feito igual a 2 e M igual a 1, para agilizar os cálculos em computadores e obter-se um número de coeficientes hi,j não muito grande, e ainda conservando toda a informação original de f(t).
De forma similar, a transformada discreta é uma matriz de coeficientes Wj,k dados por
{\displaystyle W[j,k]\;=\;\sum _{k=1}^{m}\sum _{j=1}^{n}f[k]\cdot h^{*}[j,k]\;=\;\langle f,h\rangle \qquad (3e)}
onde o asterisco denota o conjugado complexo e f[k] é a sequência de amostras obtida de f(t). A distância entre os pontos da grade W não é uniforme, refletindo a propriedade de auto-escalamento da transformada de wavelet contínua. Os limites n e m são determinados indiretamente pela escolha de N e M.
A transformação inversa é uma operação mais delicada, uma vez que a amostragem pode levar a perda de informação. Por isso, não se pode simplesmente aplicar a fórmula da inversão, que é uma versão discreta das fórmulas (4b) e (4c)
{\displaystyle f(t)\cong f[k]\;=\;\sum _{k=1}^{m}\sum _{j=1}^{n}W[j,k]\cdot h[j,k]\;=\;\langle W,h^{*}\rangle \qquad (4d)}
sem verificar se os coeficientes W foram calculados adequadamente. Por esse motivo, existe outra técnica para a inversão, baseada na análise do sinal em múltiplos níveis de resolução por meio de codificação de sub-bandas (em inglês: subband coding): a teoria das "wavelets ortonormais", desenvolvida por Mallat e Meyer em 1986.
Em aplicações práticas, como é muito difícil obter uma expressão analítica para a transformada contínua, é a versão discreta, calculada por computador, que é empregada. Um dos motivos da popularidade da transformada de wavelet discreta é a existência de um algoritmo que permite calcular os coeficientes com esforço de ordem O(L), onde L é o tamanho dos dados origiais (ou seja, das amostras de f(t) e de ψ(t)). Esse algoritmo é chamado de "transformada rápida de wavelet" (em inglês: FWT, Fast Wavelet Transform). Deve-se salientar que ele é ainda mais eficiente do que o muito conhecido algoritmo da transformada rápida de Fourier (FFT).

### Subband coding
Seja uma função p(t) a resposta de um filtro passa-baixa. A partir dela pode-se gerar uma família de funções pj,k tais que
{\displaystyle p_{j,k}(t)\;=\;2^{\frac {-j}{2}}\cdot p\left({\frac {t}{2^{j}}}-k\right)\qquad (3e)}
Se essas funções forem aplicadas ao sinal a ser analisado f(t) por meio de uma operação de correlação análoga a (3c)
{\displaystyle g_{j,k}(t)=\int _{-\infty }^{\infty }f(t)\cdot p_{j,k}^{*}(t)\;dt\qquad (3f)}
isso "alisará" o sinal, resultando numa aproximação gj,k(t) para aquela escala definida pelos parâmetros j e k. Cada filtragem equivale a uma sub-amostragem (downsampling) adicional por um fator igual a 2. A perda de detalhe em cada filtragem é dada pela diferença entre duas funções g consecutivas:
{\displaystyle d_{j,k}(t)=g_{j,k}(t)\;-\;g_{j,k-1}(t)\qquad (3g)}
O sinal original pode ser perfeitamente reconstruído a partir da soma das funções dj,k(t). Assim, a representação por meio das funções dj,k(t) não leva a perda de informação e ainda constitui uma representação mais compacta de f(t). Matematicamente, o que ocorre é que a autocorrelação do sinal, que é dada exatamente pelo conjunto das funções gj,k(t), constitui uma redundância, que foi eliminada no processo.
A funções dj,k(t) podem ser computadas de outra forma: por meio de uma filtragem obtida pela correlação do sinal filtrado com uma função q(t) que é a resposta de um filtro passa-alta
{\displaystyle d_{j,k}(t)=\int _{-\infty }^{\infty }g_{j,k-1}(t)\cdot q_{j,k}^{*}(t)\;dt\qquad (3h)}
A relação entre duas funções q sucessivas é a mesma dada por (3f).
O sinal original pode ser perfeitamente reconstruído a partir da soma das funções g1,1(t) e d1,1(t). Além disso, qualquer uma das aproximações gj,k(t) pode ser reconstruída a partir das funções g e d posteriores, referentes a k + 1.
A técnica de subband coding, na prática, não utiliza apenas um par de filtros como descrito acima, e sim um conjunto de filtros passa-faixa, para maior eficiência e precisão.

### Waveletsortonormais
Wavelets ortonormais são obtidas através da decomposição do sinal por meio de duas funções ψ e φ, a primeira sendo a wavelet mãe e a segunda, a "wavelet pai" ou "função de escalamento". A wavelet pai é uma função contínua e de quadrado integrável, mas não satisfaz a condição (1a); em geral, seu valor médio é normalizado em 1. Usualmente, os valores são reais. ψ e φ satisfazem a (3f).
As wavelets pai e mãe descrevem o banco de filtros passa-faixa a ser empregados na análise por meio de subband coding.
O cálculo das funções ψ e φ discretas comporta algumas sutilezas adicionais em relação às versões contínuas representadas nas fórmulas acima. Mais importante, as wavelets pai e mãe precisam atender à chamada "condição de reconstrução perfeita".

## Propriedades

### Conservação da energia
Após a transformação, a energia do sinal se conserva, pois vale a relação
{\displaystyle \iint \limits _{-\infty -\infty }^{\ \ \ \infty \ \infty }\left|{\frac {W(a,b)}{a}}\right|^{2}\;db\;da\;=\;C\int _{-\infty }^{\infty }\left|{\frac {}{}}f(t)\right|^{2}\;dt\qquad (5a)}
que equivale ao teorema de Parseval para a transformada de Fourier.

### Quase-ortogonalidade
Uma vez que as diversas wavelets possuem escalas diferentes e estão defasadas no tempo, elas não constituem uma base ortogonal. No entanto, como pode-se sempre reconstruir o sinal original a partir da transformada, diz-se que elas constituem uma "base quase-ortogonal"; essa base contém informação redundante, mas não se perde informação na transformação.

### Localidade
Apesar de qualquer função quer atenda às equações (1a), (1b) e (4c) poder ser empregada como wavelet mãe, em aplicações práticas em geral se exige a condição adicional
{\displaystyle \int _{-\infty }^{\infty }t^{p}\cdot \psi (t)\;dt\;=\;0\qquad p\in \mathbb {N} ^{*}\qquad (5b)}
Quanto maior o valor de p, mais localizada é a wavelet no tempo, e por conseguinte também W(a,b), que decai no mínimo tão rápido quanto ap+½ o que é bastante vantajoso. Isso implica a wavelet ser localizada no domínio da frequência também, não apenas no domínio do tempo. Essa propriedade é também conhecida como "regularidade da wavelet".

### Transformada de Fourier dawaveletmãe
De acordo com as propriedades da transformada de Fourier, a condição (1a) implica
{\displaystyle \Psi (0)\;=\;0\qquad (5c)}
e a condição (5b) implica
{\displaystyle \left.{\frac {d^{n}}{d\omega ^{n}}}\Psi (\omega )\right|_{\omega =0}\;=\;0\qquad n\;\leq \;p\qquad (5d)}
Isso significa que, quanto mais localizada no tempo for a wavelet mãe, mais achatado é o seu espectro em ω = 0.

### Linearidade
{\displaystyle {\mathcal {W}}\{cf(t)+dg(t)\}\;=\;c\cdot {\mathcal {W}}\{f(t)\}\;+\;d\cdot {\mathcal {W}}\{g(t)\}\qquad (5e)}

### Deslocamento no tempo
{\displaystyle {\mathcal {W}}\{f(t+c)\}\;=\;W(a,b-c)\qquad (5f)}

### Escalamento no tempo
{\displaystyle {\mathcal {W}}\{f(ct)\}\;=\;{\sqrt {\frac {1}{c}}}\cdot W(ac,bc)\qquad (5g)}

### Transformada de uma constante
{\displaystyle {\mathcal {W}}\{k\}\;=\;0\qquad (5h)}

### Transformada de uma função linear
{\displaystyle {\mathcal {W}}\{t\}\;=\;-i{\sqrt {a^{3}}}\cdot \left.{\frac {d}{d\omega }}\Psi ^{*}(\omega )\right|_{\omega =0}\qquad (5i)}
onde i é a unidade imaginária e * indica o conjugado complexo. Em geral, devido a (5b), W(a,b) = 0 neste caso.

## Análise
A análise de wavelet é feita pela aplicação sucessiva da transformada de wavelet com diversos valores para a e b, representando a decomposição do sinal original em diversos componentes localizados no tempo e na frequência, de acordo com estes parâmetros. Cada wavelet possui melhor ou pior localização nos domínios da frequência e do tempo, por isso a análise pode ser feita com wavelets diferentes de acordo com o resultado desejado.
A análise wavelet traz consigo uma análise em resoluções múltiplas, onde o nível de resolução é dado pelo índice {\displaystyle a}. Nesta análise em resoluções múltiplas, geramos uma sequência de subespaços encaixantes, onde as funções de base numa escala {\displaystyle a_{0}} não "enxergam" detalhes de tamanho menor que {\displaystyle 2^{-a_{0}}}.

### Transformação como um filtro
A transformada de wavelet pode ser interpretada como o resultado da passagem do sinal por um banco de filtros passa-faixa de resolução variável. O fator de qualidade (ou fator Q) desses filtros é dado pela fórmula tradicional
{\displaystyle Q\;=\;{\frac {\omega _{c}}{\Delta \omega }}\qquad (6a)}
onde ωc é a frequência central e Δω é a largura de banda de cada filtro, que por sua vez é dada por
{\displaystyle \Delta \omega \;=\;{\sqrt {\frac {\int _{-\infty }^{\infty }\omega ^{2}\cdot |G(\omega )|^{2}\;d\omega }{\int _{-\infty }^{\infty }|G(\omega )|^{2}\;d\omega }}}\qquad (6b)}
onde G(ω) é a resposta em frequência do filtro. Para a transformada de wavelet,
{\displaystyle \omega _{c}(a)\;=\;{\frac {1}{a}}\;\omega _{c}(1)\qquad (6c)}
e
{\displaystyle \Delta \omega (a)\;=\;{\sqrt {\frac {\int _{-\infty }^{\infty }\omega ^{2}\cdot |\Psi (a\omega )|^{2}\;d\omega }{\int _{-\infty }^{\infty }|\Psi (\omega )|^{2}\;d\omega }}}\;=\;{\sqrt {\frac {\int _{-\infty }^{\infty }(a\omega )^{2}\cdot |\Psi (a\omega )|^{2}\;d(a\omega )}{\int _{-\infty }^{\infty }a^{2}\cdot |\Psi (a\omega )|^{2}\;d(a\omega )}}}\;=\;{\frac {1}{a}}\;\Delta \omega (1)\qquad (6d)}
ou seja, a frequência central e a largura de banda de cada filtro são inversamente proporcionais a a, o fator de escala. Com isso, o fator de qualidade Q é constante, o que proporciona uma análise com a mesma fidelidade em todas as escalas.

## Aplicações
Em geral a transformada contínua de wavelet é usada na análise de sinais, enquanto a sua versão discreta é usada na compressão de dados. Logo, a transformada discreta é usada em engenharia e ciência da computação, enquanto a transformada contínua é usada na pesquisa científica.
As transformadas de wavelet são hoje empregadas numa vasta gama de aplicações, substituindo com frequência a tradicional transformada de Fourier e também a transformada de Fourier de curto termo. Diversas áreas da física viram esta mudança de paradigma, incluindo a dinâmica molecular, cálculos ab initio, astrofísica, localização de matriz de densidade, geofísica sísmica, óptica, turbulência e mecânica quântica. Esta mudança também vem ocorrendo no processamento de imagem, análises de pressão sanguínea, ritmo cardíaco e ECG, análise de DNA e proteínas, climatologia, processamento de sinais em geral, reconhecimento de voz, computação gráfica e análise multifractal. Na visão computacional e no processamento de imagens a noção de escala de espaço e operadores de derivadas Gaussianas são vistos como representações multi-escalares canônicas.
Um uso que vem crescendo é na compressão de dados. Como outras transformadas (a transformada discreta de cosseno sendo a mais comum), as transformações de wavelet podem ser usadas para transformar dados e codificar de forma eficiente os dados transformados, resultando em compressão. O padrão JPEG 2000 para compressão de imagens usa wavelets biortogonais. Isso quer dizer que o mesmo conjunto de funções pode ser usado tanto na transformada quanto na sua inversa.
Em análise de sinais, a transformada de wavelet possui as mesmas aplicações que a transformada de Fourier de curto termo, isto é, a análise de sinais não estacionários, mas elimina a principal desvantagem desta, que é o fato de a janela deslizante apresentar um tamanho fixo. Com isso, uma função que possui um suporte finito no domínio do tempo, como é o caso dos sinais físicos reais, possui um espectro cujo suporte é infinito no domínio da frequência. Em outras palavras, o sinal é localizado no tempo, mas seu espectro não é. O fato de a janela deslizante da transformada de wavelet possuir tamanho ajustável ao sinal analisado permite que o espectro de uma função local no tempo seja também local na frequência. Isso se comprova através da equação (4a), que mostra que os coeficientes do espectro decaem exponencialmente com a frequência.

## Lista
Abaixo encontram-se uma lista de wavelets.

### Gaussian wavelet
Também chamada de derivative-gaussian wavelet, é muito utilizada, devido à sua elevada regularidade, pois as derivadas de Ψ(ω) até a ordem n - 1 são nulas.
{\displaystyle \psi (t)\;=\;{\frac {d^{n}}{dt^{n}}}\;e^{\frac {-t^{2}}{2}}}

### Cos-gaussian wavelet
Também chamada de cosine-gaussian wavelet, é a parte real da Morlet wavelet.
{\displaystyle \psi (t)\;=\;\cos(\omega _{0}t)\cdot e^{\frac {-t^{2}}{2}}}

### Haar wavelet

Haar wavelet

Introduzida por Haar em 1910, não encontrou muita aplicação na prática por apresentar baixa regularidade.
{\displaystyle \psi (t)\;=\;{\begin{cases}0&t<0\\1&0<t<{\frac {1}{2}}\\-1&{\frac {1}{2}}<t<1\\0&t>1\end{cases}}}

### Mexican hat wavelet
Introduzida por Dennis Gabor, é a gaussiana com n = 2.
{\displaystyle \psi (t)\;=\;(1-t^{2})\cdot e^{\frac {-t^{2}}{2}}}

### Gabor wavelet
Derivada da transformada de Fourier de curto termo e empregada por Martinet, Morlet e Grossmann na análise de padrões sonoros.
{\displaystyle \psi (t)\;=\;e^{ia\omega _{0}t}\cdot e^{\frac {-t^{2}}{2a^{2}}}}
onde i é a unidade imaginária. A rigor, não atende ao critério (1a), mas se aproxima o suficiente para valores adequadamente grandes de ω0.

### Morlet wavelet
Derivada da Gabor wavelet, é dada por
{\displaystyle \psi (t)\;=\;e^{i\omega _{0}t}\cdot e^{\frac {-t^{2}}{2}}}
onde i é a unidade imaginária. Sua parte real é a cos-gaussian wavelet.